# Кришна
Кри́шна (санскр. कृष्ण, IAST: kṛṣṇa) — божество в индуизме, восьмая аватара Вишну, одно из наиболее популярных индуистских божеств. В кришнаитских традициях бхакти почитается как верховное и изначальное проявление Бога, источник всех аватар.
Согласно индуистским священным текстам, в конце IV тысячелетия до н. э. Кришна снизошёл на землю из духовного мира, родившись в городе Матхура. Его миссией было восстановление религиозных принципов и явление Своих духовных игр. Жизнь, деяния и учение Кришны описываются в таких священных писаниях индуизма, как пураны («Бхагавата-пурана», «Брахмавайварта-пурана» и «Вишну-пурана»), «Харивамша» и «Махабхарата». В этих текстах Кришна предстаёт в различных образах: очаровательного и игривого Бога-ребёнка, весёлого и беззаботного мальчика-пастушка коров, идеального возлюбленного, божественного героя-воина и верховного божества. В индуистском искусстве Кришну изображают как мальчика-пастуха, играющего на флейте в компании своей возлюбленной пасту́шки Радхи и других гопи, или как молодого воина-принца, дающего философские наставления своему другу-витязю Арджуне в «Бхагавадгите».
Самые ранние свидетельства существования культа Кришны относятся к V — IV веку до н. э. К IX веку кришнаизм широко распространился в Южной Индии. В Северной Индии к XII веку сформировались различные традиции кришнаизма и появились региональные культы таких форм Кришны, как Джаганнатха (в Ориссе), Витхоба (в Махараштре) и Шринатхджи (в Раджастхане). Начиная с 1960-х годов кришнаизм распространился на Западе и на территории бывшего СССР, в основном благодаря проповеди Бхактиведанты Свами Прабхупады (1896—1977) и основанной им в 1966 году религиозной организации «Международное общество сознания Кришны», которая представляет традицию гаудия-вайшнавизма.

## Этимология и имена

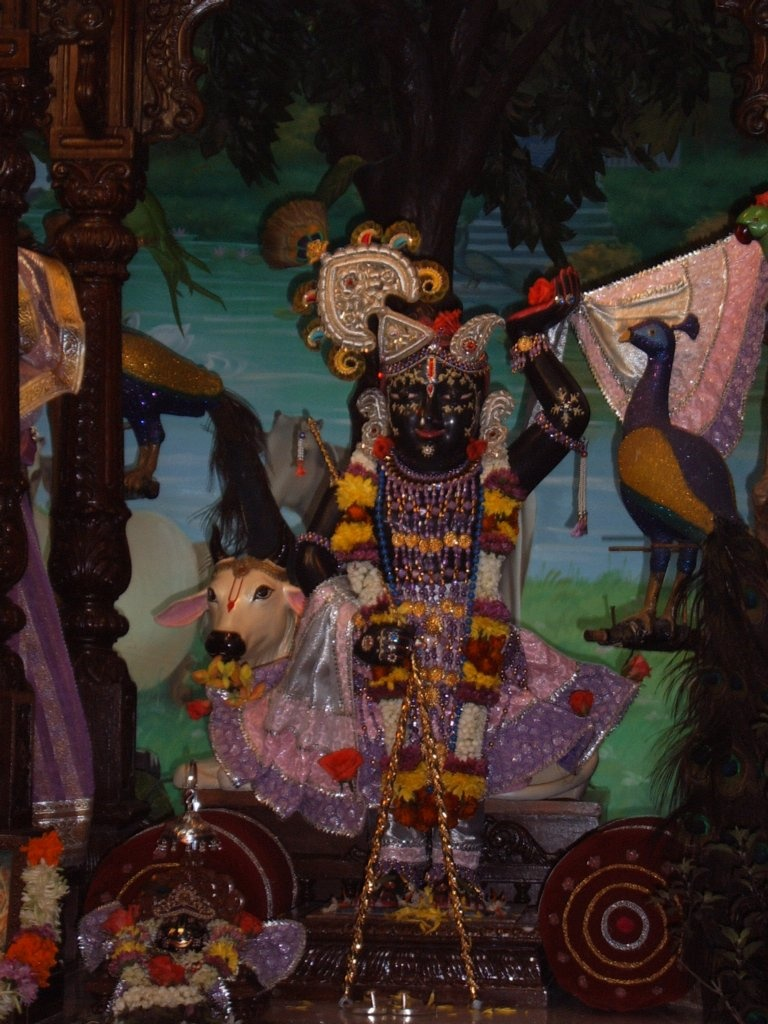
Шринатхджи — мурти Кришны, поднимающего холм Говардхану.

В буквальном переводе с санскрита слово кришна (IAST: kṛṣṇa) означает «чёрный», «тёмный» или «тёмно-синий». Согласно устаревшей  гипотезе, темнокожесть Кришны свидетельствует об автохтонном, неарийском происхождении образа божества. Слово родственно прусск. kirsnan, рус. чёрный, праслав. *čьrnъ, «чёрный», лит. keršas «пёстрый». В мурти Кришна чаще всего представлен чёрным (редко — белым или синим), а в живописи преимущественно изображается с кожей голубого или тёмно-синего цвета. В «Брахма-самхите» цвет кожи Кришны описывается как «имеющий оттенок голубых облаков». Сравнение облака и Кришны по признаку цвета является традиционным для индийской поэзии.
Кришна также известен под другими именами и титулами, которые отражают различные его качества и атрибуты. Говинда и Гопала являются одними из наиболее распространённых имён, указывающих на образ Кришны как пастуха коров. Некоторые имена Кришны имеют особое значения в определённых регионах Индии. Примером может служить имя Джаганнатха, которое пользуется особой популярностью в Ориссе.
Различные традиции в индуизме по-разному толкуют значение имён Кришны. Например, комментаторы «Вишну-сахасранамы» дают детальное объяснение каждого из 1000 имён Вишну, которые также являются именами Кришны. В Удйогапарве «Махабхараты» 5.71.4 имя «Кришна» разделяется на две части криш IAST: kṛṣ и на IAST: ṇa, где значение глагольного корня криш толкуется как бху IAST: bhū «существо», «земля», а на IAST: ṇa интерпретируется как нирврити IAST: nirvṛti «блаженство». В гаудия-вайшнавской традиции, основатель Движения сознания Кришны Бхактиведанта Свами Прабхупада дал похожее основное значение имени Кришны как «всепривлекающий». Вышеупомянутый текст 5.71.4 из «Махабхараты» также цитируется в одном из основных священных писаний гаудия-вайшнавов — «Чайтанья-чаритамрите». Бхактиведанта Свами Прабхупада в своём комментарии объяснил значение бху IAST: bhū как «привлекательное существо», откуда и происходит значение «всепривлекающий». Комментаторы «Вишну-сахасранамы» также дают похожее толкование. Например, согласно Шанкаре, Кришна — это 57-е имя Вишну которое означает «естество знания и блаженства». В «Брахмасамбандха-мантре» традиции пуштимарга утверждается, что имя Кришны способно разрушить все грехи.

## Иконография

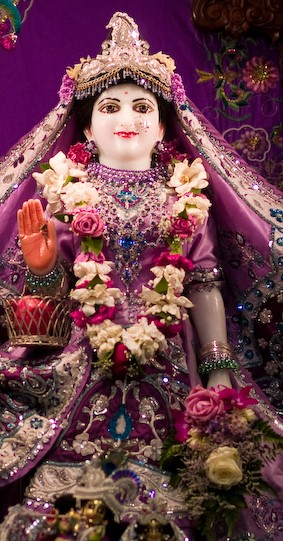
Божества Кришны и Рукмини в храме Международного общества сознания Кришны в Лос-Анджелесе.

Кришну обычно изображают как чёрного или темнокожего юношу, в особенности это характерно для мурти Кришны в индуистских храмах. В изобразительном искусстве Кришна часто предстаёт как мальчик или юноша во Вриндаване с кожей голубого или тёмно-голубого цвета. Одет он в дхоти жёлтого цвета и, играя на флейте, стоит в характерной ему расслабленной позе со скрещенными ногами; на шее у него гирлянда из цветов, в волосах павлинье перо. Практически всегда Кришна изображается в окружении коров, телят и девушек-пастушек гопи.
Кришна часто также изображается в момент, когда он даёт наставления Арджуне в «Бхагавадгите» на поле битвы Курукшетра. В этих случаях Кришна предстаёт как юноша с типичными божественными чертами, характерными для индийского религиозного искусства. Кришну можно увидеть с чакрой — одним из атрибутов Вишну — или с множеством голов и рук, являющим свою вселенскую форму Арджуне.
В храмовых мурти Кришна изображается стоящим в расслабленной позе в окружении своих спутников — своего брата Баларамы (также известном как Балабхадра), сестры Субхадры или с основными своими жёнами-царицами Рукмини и Сатьябхамой. Часто Кришна изображается вместе со своей возлюбленной гопи Радхой как Радха-Кришна — образ, характерный для ряда традиций в индуизме. Например, манипурские вайшнавы никогда не поклоняются одному Кришне, а всегда только Радха-Кришне. Эта форма поклонения также является отличительной чертой гаудия-вайшнавизма, рудра-сампрадаи
и традиции пуштимарга.

## Жизнеописание
Древнеиндийский эпос «Махабхарата» является самым ранним источником о жизни Кришны. «Бхагавадгита», представляющая собой восемнадцать глав из шестой книги («Бхишма-парвы») «Махабхараты», содержит наставления Кришны своему другу и ученику Арджуне на поле битвы Курукшетра. «Махабхарата» в основном описывает поздний период жизни Кришны. Подробное описание детства и юности Кришны содержится в «Бхагавата-пуране» и «Харивамше», являющейся, по мнению учёных, более поздним дополнением к «Махабхарате». Жизнеописание Кришны или какие-то детали из него можно встретить практически в каждой из канонических Пуран.

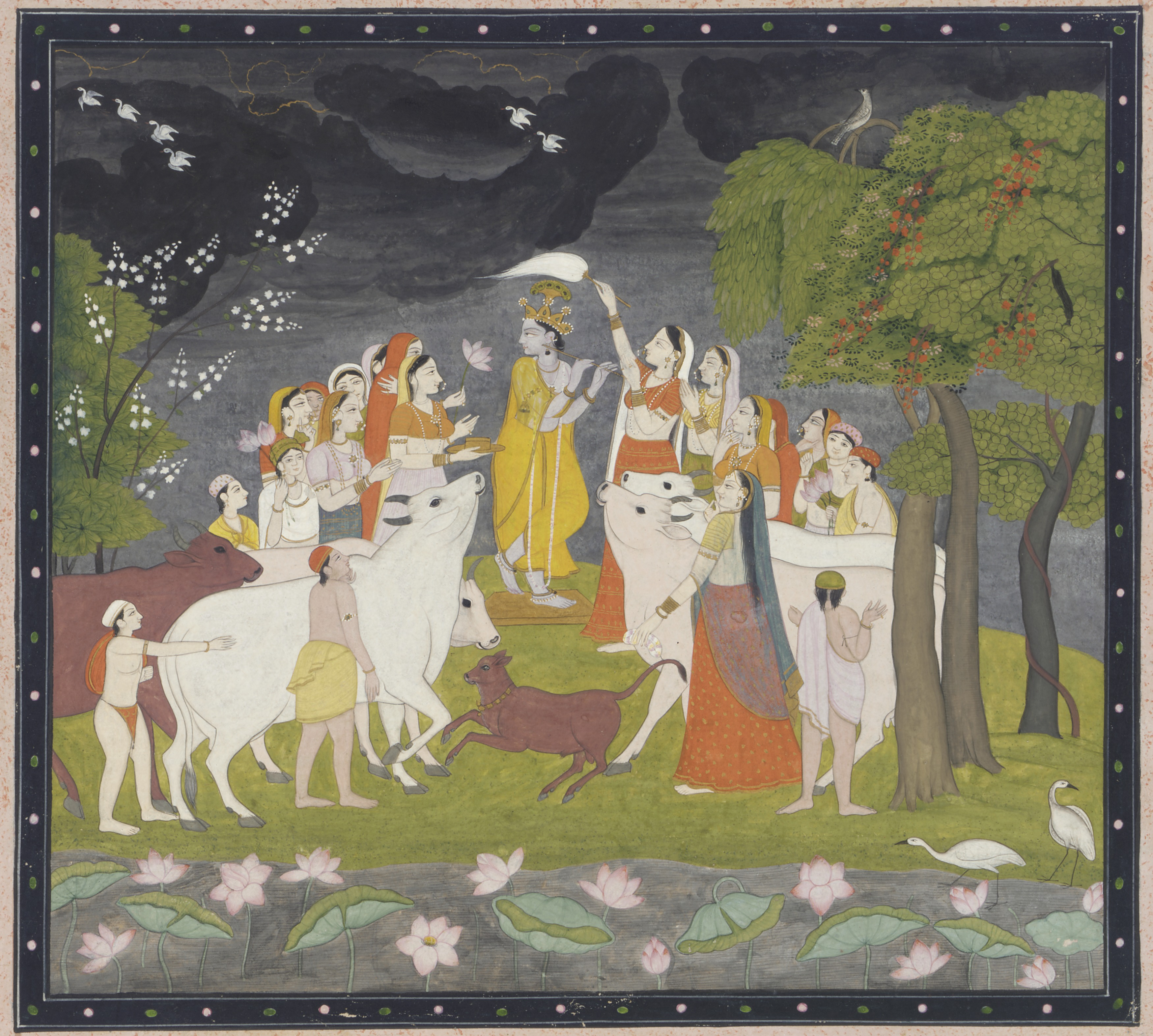
Кришна в окружении гопи

### Воплощение
Нижеследующий текст из «Бхагавата-пураны» объясняет причину прихода Кришны:
Господь Брахма сообщил полубогам: Прежде чем мы подали Господу наше прошение, Он уже знал о бедствиях, происходящих на Земле. Поэтому все вы, полубоги, должны воплотиться, родившись сыновьями и внуками Ядавов, и оставаться на Земле, пока Господь будет находиться на ней, чтобы с помощью Своей энергии — вечного времени — облегчить её бремя.
В «Махабхарате» даётся похожее описание, с незначительными различиями в деталях.

### Рождение
Традиционно в индуизме, основываясь на деталях, упоминаемых в писаниях и астрологических расчётах, датой рождения Кришны (Кришна-джанмаштами) принято считать 19 июля 3228 года до н. э.
Кришна родился в царской семье в Матхуре, и был восьмым сыном принцессы Деваки, и её мужа Васудевы.
В то время Матхура была столицей союзнических кланов Вришни, Андхака, и Бходжа, которые были известны под общим именем Ядавов и носили это имя в честь своего эпонимного предка Яду. Васудева и Деваки принадлежали к этим кланам. Брат Деваки, царь Камса, для того чтобы взойти на престол заключил в тюрьму своего отца, царя Уграсену. Опасаясь за свою жизнь из-за пророчества, в котором Камсе было предсказано, что он погибнет от руки восьмого сына Деваки, он бросил супружескую чету в тюрьму, намереваясь убивать всех новорожденных детей Деваки.
После убийства первых шести малышей, и седьмого мнимого выкидыша, у Деваки родился восьмой ребёнок Кришна. Так как жизни младенца угрожала опасность, его чудесным образом перенесли за пределы Матхуры и отдали на воспитание приёмным родителям Яшоде и Нанде в маленькой деревне Гокула. Двое других младенцев Деваки также выжили, — Баларама (седьмой ребёнок Деваки, который мистическим образом перешёл из чрева Деваки в чрево Рохини, первой жены Васудевы), и Субхадра (дочь Васудевы и Рохини, которая родилась уже после Баларамы и Кришны).
Место рождения Кришны в Матхуре является местом паломничества для индусов и называется Кришна-джанма-бхуми. Там расположен храмовый комплекс, воздвигнутый в честь этого события.

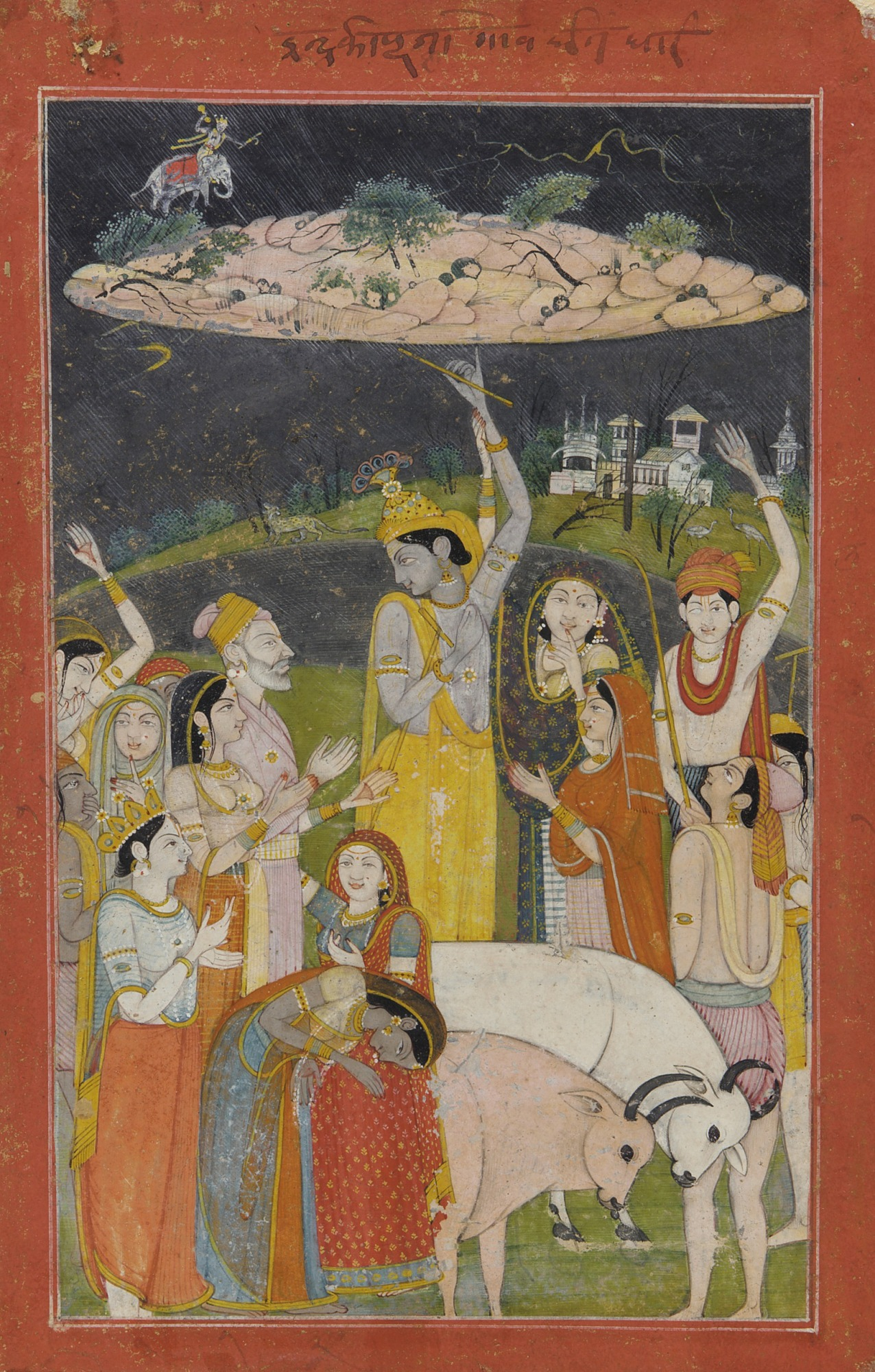
Кришна поднимает холм Говардхана

### Детство и юность
Нанда был главой общины пастухов коров, проживавших в районе Вриндавана. В историях о детстве и юности Кришны описывается его жизнь под защитой этих пастухов. Когда Камса узнал, что младенцу удалось вырваться из его рук, он начал посылать различных демонов (таких как Агхасура), с заданием уничтожить Кришну. Все эти демоны погибли от рук Кришны и его брата Баларамы. Многие самые популярные истории Кришны связаны с этим периодом его жизни, такие как поднятие холма Говардханы и его игры с Радхой и другими деревенскими пастушками гопи. Истории любовных игр Кришны с гопи, известные как раса-лила, позднее были описаны в поэме «Гита-Говинда» авторства Джаядевы.

### Кришна как принц
Когда Кришна подрос, он возвратился в Матхуру, убил своего демонического дядю Камсу и восстановил на престоле династии Яду отца Камсы Уграсену. Сам Кришна стал главным принцем при дворе. В это же время он подружился с Арджуной и другими принцами Пандавами царства Куру, которые были его двоюродными братьями. Позднее, Кришна переселился с династией Яду и своими подданными в город Двараку (в современном Гуджарате) и женился на Рукмини, дочери царя Бхишмаки из Видарбхи.
Согласно некоторым писаниям, у Кришны было 16 108 жён, из которых восемь были главными — в их число входили Рукмини, Сатьябхама и Джамбавати. Остальные 16 100 девушек были прежде в плену у демонического царя Наракасуры, пока Кришна не убил его и не освободил их всех. В согласии со строгими обычаями того времени, девушки, побывав в плену, не имели никаких шансов выйти замуж, так как считались падшими, но Кришна несмотря на это, взял их себе в жёны и сделал их принцессами. В вайшнавских традициях индуизма, все жёны Кришны в Двараке считаются воплощениями Лакшми.

### Битва на Курукшетре и «Бхагавад-гита»
Кришна приходился двоюродным братом одной из конфликтующих сторон — Пандавам (будучи племянником их матери Кунти, сестры Васудевы). Кроме того, Кришна был двоюродным братом самого могучего и доблестного кшатрия, сражавшегося на стороне Кауравов — Карны. Кришна предложил предводителям каждой из сторон выбрать или свою армию, или самого себя, но с условием, что он не возьмёт в руки оружия. Кауравы выбрали для себя армию Кришны, а сам Кришна встал на сторону Пандавов и в предстоящей великой битве согласился быть возницей колесницы своего друга принца Арджуны. «Бхагавадгита» представляет собой философский диалог между Кришной и Арджуной перед началом битвы на Курукшетре, в котором Кришна даёт наставления Арджуне, который не мог решиться поднять оружие против родичей (включая своего деда Бхишму и наставников, сражавшихся на стороне Кауравов). Старший брат Кришны Баларама осудил Кришну за вмешательство в конфликт, и сам, чтобы не принимать ничью сторону, на время битвы удалился в паломничество.
Кришна играет важнейшую роль в исходе битвы на Курукшетре, подбивая Пандавов расправиться с сильнейшими витязями Кауравов нечестными способами. Следуя советам Кришны, Пандавы обманом избавились от своего непобедимого наставника в военном деле брахмана-воина Дроны; по настоянию своего возницы Кришны Арджуна убил непобедимого Карну, когда его колесница увязла в земле и поединок должен был быть приостановлен; по подсказке Кришны самый могучий из Пандавов Бхима в поединке на палицах убил предводителя Кауравов Дурьодхану запрещённым ударом ниже пояса.

### Поздний период жизни
После битвы на Курукшетре в течение 36 лет Кришна жил в Двараке. Затем, в ходе одного празднества, между Ядавами развязалась битва, в которой они полностью уничтожили друг друга. После этого старший брат Кришны, Баларама, оставил своё тело в йогическом трансе. Кришна удалился в лес и сел медитировать под сенью дерева. Проходивший мимо охотник с говорящим именем «Джара» (старость), увидев сквозь листву часть стопы Кришны, принял его за оленя и смертельно ранил его стрелой.
В согласии с «Махабхаратой» Кришна погиб из-за проклятия матери Кауравов Гандхари. Она очень сильно огорчилась и разгневалась после смерти своих сыновей на поле битвы Курукшетра и прокляла Кришну за то, что тот не приложил достаточно усилий для того, чтобы остановить войну. После того как Кришна узнал об этом проклятии, он просто улыбнулся и принял его, заявив, что его долгом было сражаться на праведной стороне, а не предотвращать войну.
В согласии с описаниями «Бхагавата-пураны» и «Бхагавадгиты» и основанными на них астрономическими расчётами датой смерти Кришны в индуизме считают 18 февраля 3102 года до н. э. Эта дата основывается на описании в «Махабхарате» того, что Кришна правил в Двараке в течение 36 лет после битвы на Курукшетре. В «Матсья-пуране» также говорится, что во время битвы на Курукшетре Кришне было 89 лет, после чего Пандавы правили в течение 36 лет.

## Ранние исторические свидетельства

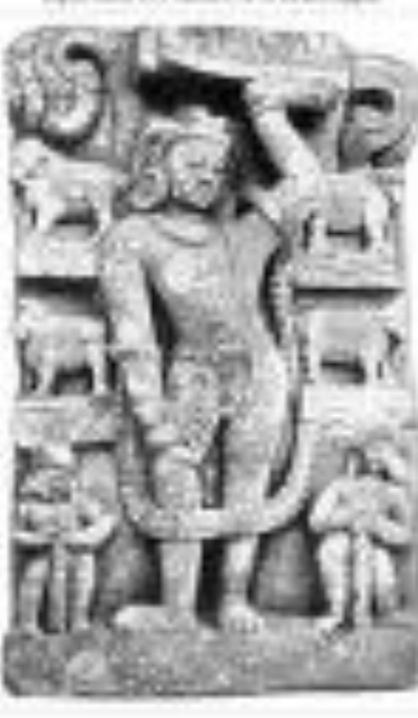
Кришна поднимает гору Говардхана

Первым текстом с системой кришнаитского богословия и, соответственно, культом Кришны можно считать знаменитую «Бхагавад-гиту», датируемую последними столетиями до н. э. и содержащую философски насыщенную беседу Кришны и Арджуны. При этом, как считает
Фридхельм Харди, её следует читать и анализировать как она есть сама по себе, а не в свете вишнуитского богословия обрамляющей её «Махабхараты». В самой же Гите Кришна везде говорит о себе как всевышнем Боге, снисходящим в физический мир для восстановления дхармы (см., например, часть IV.7). Полностью отсутствует концепция Кришны как одной из аватар Вишну, — учение об аватарах будет сформулировано позднее, только в IV или V веке н. э.
Простое же упоминание имени «Кришна» в ещё более древней санскритской ведийской литературе встречается много раз. Так, в древнейшем памятнике индуистской литературы «Риг-веде», Кришна, которого также называют Кришнасура, — это могучий предводитель племени, с которым сражается и которого убивает Индра. Однако из-за криптической природы Вед, это место «Риг-веды» допускает несколько толкований, и многие учёные склонны переводить слово «кришна» в контексте «Риг-веды» просто как «чёрный». Некоторые исследователи полагают, что ригведийский Кришна тождественен фигуре Кришны, описанной в более поздних произведениях санскритской литературы, или олицетворяет фигуру «протокришны». Одним из сторонников такой интерпретации был Рамакришна Гопал Бхандаркар, который считал, что кришна-драпса в «Риг-веде» (VIII.96.13) является упоминанием о Кришне. Сарвепалли Радхакришнан также признавал возможным отождествление ригведийского Кришны с Кришной пураническим. В своём труде «Индийская философия» он писал: «В поздних Пуранах говорится о вражде Кришны с Индрой. Возможно, что Кришна — это бог пастушеского племени, которое было покорено Индрой в эпоху „Риг-веды“, хотя в период „Бхагавадгиты“ он значительно восстановил и усилил утраченные позиции, отождествившись с Васудевой из бхагаваты и Вишну вайшнавизма».
Вайшнавские комментаторы Вед указывают на некоторые места в «Риг-веде», которые говорят о существовании в ведийский период культа Вишну как «божественного пастуха»: «Я видел пастуха. Он никогда не утратит Своего положения. Иногда Он близок, иногда — далёк. Он бродит разными путями. Он друг, украшенный разнообразными одеждами. Он снова и снова приходит в этот мир» (1.164.31). «Я желаю пойти в Ваши прекрасные дома, где блуждают коровы с огромными рогами. Так являет себя высшая обитель Вишну, Того, кого прославляют повсюду» (1.154.6).
Одно из наиболее ранних и менее спорных упоминаний о Кришне можно обнаружить в примыкающей к «Сама-веде» «Чхандогья-упанишаде» (3.17.6), которая, по мнению учёных, была написана в VIII веке до н. э. Кришна упоминается там как «сын Деваки» (Девакипутра) учителем которого был «Гхора, сын Ангирасы». Именем Ангирасы была названа «Атхарва-веда», также известная как «Ангираса-самхита». Многие исследователи указывают на то, что по своему содержанию эта Упанишада очень близка к «Бхагавадгите».
В «Нирукте» (VI — V век до н. э.), древнеиндийском трактате по санскритской этимологии авторства Яски, упоминается сокровище шьямантака, находившееся во владении Акруры — мотив известной пуранической истории из жизни Кришны. Санскритский грамматик Панини, предположительно живший в V—IV веках до н. э., в своём классическом труде «Аштадхьяи» (4.3.98) объясняет значение слова васудевака как «последователь (бхакта) Васудевы». Там же он упоминает Арджуну, из чего был сделан вывод о том, что говорит он именно о Кришне-Васудеве. В «Баудаяна-дхарма-сутре», датируемой IV веком до н. э., содержатся молитвы Вишну, в которых используются 12 имён, в том числе такие как Кешава, Говинда и Дамодара, традиционно ассоциируемые с Кришной или Вишну в форме Кришны. Упоминание этих имён свидетельствует о том, что в период составления текста Кришне поклонялись как одной из форм Бога, а его авторы были знакомы с историями о Кришне из более поздних памятников санскритской литературы, таких как Пураны. О том же свидетельствуют упоминания о Кришне-Васудеве в «Артха-шастре» — политическом трактате авторства Каутильи, составленном примерно в то же период (IV век до н. э.) В гаятри-мантре из «Маханараяна-упанишады» (являющейся частью «Тайттирия-араньяки» 10.1.6 и записанной не позднее III века до н. э.) Васудева отождествляется с Нараяной и Вишну. Кришна также ассоциируется с Вишну в «Шатапатха-брахмане». В период создания поздней редакции «Махабхараты», дошедшей до наших дней, Кришна-Васудева рассматривался как аватара Вишну или как Верховный Бог. О Кришне говорится как о Боге и он ассоциируется с Вишну также и в таких более поздних Упанишадах, как «Нараянатхарваширша-упанишада» и «Атмабодха-упанишада».
Другим важным древним источником, в котором упоминается Кришна, является «Махабхашья» Патанджали, предположительно написанная во II веке до н. э. и представляющая собой комментарий к этимологическому словарю «Нирукта». В своём комментарии (3.1.26) Патанджали упоминает драматические спектакли «Кришна-камсопачарам», в которых разыгрывалась история убийства Кришной демонического царя Камсы (камсавадха), — один из наиболее значительных эпизодов из жизни Кришны. Патанджали утверждает, что история эта случилась «очень давно». В комментарии Патанджали содержится целый ряд других упоминаний Кришны и связанных с ним фигур, известных из более поздних пуранических источников. Например, в одном из стихов говорится: «Пусть же сила Кришны, находящегося в обществе Санкаршаны, возрастает!», а в другом: «Джанардана с собой как четвёртый». Возможно, здесь имеется в виду Кришна-Васудева и три его основные экспансии: Санкаршана, Прадьюмна и Анируддха. Самого Кришну-Васудеву Патанджали называет «Богом богов». В одном из текстов Патанджали говорит о музыкальных инструментах, на которых играют во время богослужений в храмах Рамы и Кешавы. Рама, в данном контексте, — это старший брат Кришны Баларама, которого в найденных археологами надписях, а также в литературных источниках этого периода упоминают под именем Санкаршана; Кешава — это другое имя Кришны.
В конце IV века до н. э. Мегасфен, служивший древнегреческим послом при дворе Чандрагупты Маурьи, написал книгу «Индика», которая не сохранилась, но обширно цитируется древними классическими авторами. Согласно Арриану, Диодору Сицилийскому и Страбону, Мегасфен говорит в ней о племени Соурасеноев (Шурасенов, одной из ветвей племени Ядавов, в котором родился Кришна), проживавшем в регионе Матхуры и поклонявшемся пастушескому богу Гераклу. Принято считать, что именем «Геракл» Мегасфен называл Кришну. Подобное отождествление в основном базируется на упоминаемых Мегасфеном географических местах (таких как Матхура, Вриндавана и Ямуна) и большом сходстве между героическими деяниями Кришны и Геракла. В частности, Мегасфен говорит, что Геракл странствовал и убивал различных демонов и у него было много жён. К тому же для древнегреческих авторов было характерно называть богов иноземных традиций именами божеств греческого пантеона. Древнеримский историк Квинт Курций Руф, живший в I веке н. э., также описывает, что во время сражения Александра Македонского с пенджабским раджей Пором войска последнего шли в атаку со знаменем, на котором был изображён «Геракл».
О существовании культа Кришны за несколько веков до н. э. также свидетельствуют ранние буддийские источники. В «Ниддесе», одной из книг Палийского канона датируемой IV веком до н. э., говорится в несколько уничижительной форме о тех, кто поклоняется Васудеве и Баладеве (брату Кришны). Кришна и различные персонажи из историй о нём в несколько искажённой форме присутствуют в «Джатаках», — одном из важнейших памятников повествовательной литературы буддизма.

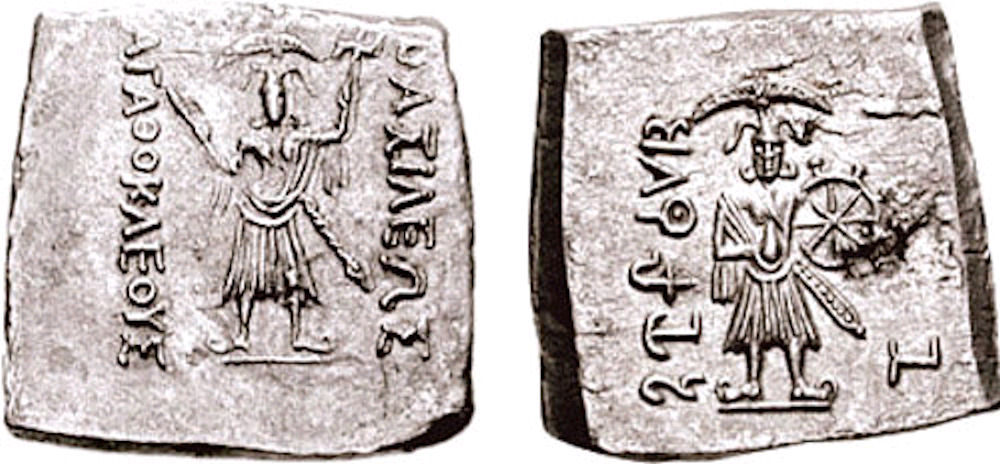
Индийская серебряная драхма греко-бактрийского царя Агафокла (190—180 год до н. э.)
Лиц: (справа) Кришна-Васудева в разукрашенном шлеме, с серьгами и мечом, держит вазу и диск чакру. Надпись брахми: Раджане Агатхуклаяса «Царь Агафокл».
Обр: (слева) Баларама, в узорном шлеме, с серьгами, мечом, держит булаву в своей правой руке и плуг в левой. Греческая надпись: Басилиос Агатоклеос «Царя Агафокла».

В период 180—165 годов до н. э., греко-бактрийский царь Агафокл, правивший империей, занимавшей значительную часть полуострова Индостан, отчеканил монеты с изображением Кришны и его брата Баларамы. Монеты Агафокла считаются самым древним сохранившимся изображением Кришны.
Самым ранним археологическим свидетельством существования культа Кришны является надпись на колонне Гелиодора в Беснагаре, на северо-западе индийского штата Мадхья-Прадеш. Эта колонна, посвящённая божественной птице Гаруде, носителю Вишну и Кришны, была воздвигнута в конце II века до н. э. греком Гелиодором — послом Индо-греческого царства. Надпись состоит из двух частей, вторая её часть сохранилась только частично. Первая часть надписи гласит:
Эта колонна Гаруды была воздвигнута для Бога богов Васудевы, бхагаватой Гелиодором, сыном Диона и уроженцем Таксилы, прибывшем в качестве посла от великого греческого царя Антиалкида к царю-спасителю Касипутре Бхагабхадре, находящемуся в благоденствии на 14-м году своего правления…
Надпись свидетельствует о том, что иностранец, грек Гелиодор, обратился в кришнаизм ещё во II веке до н. э. Гелиодор называет себя бхагаватой — последователем Кришны-Васудевы. То, что в кришнаизм обратился такой высокопоставленный и могущественный деятель, как посол Индо-греческого царства, свидетельствует о том, что в этот период в данном регионе индийского субконтинента кришнаизм успел пустить глубокие корни. А. Л. Бэшем и Т. Хопкинс полагают, что Гелиодор был не единственным иностранцем, принявшим кришнаизм. Хопкинс утверждает: «Можно предположить, что Гелиодор был не единственным чужеземцем, обратившимся в вайшнавизм, хотя он, возможно, был единственным, воздвигшим колонну, по крайней мере колонну, сохранившуюся до наших дней. Вне всяких сомнений, было много и других».
Кроме колонны Гелиодора, на территории полуострова Индостан был найден ряд других надписей с упоминанием Кришны-Васудевы, относящихся к периоду до н. э. и сделанных индийскими последователями традиции кришнаизма. В двух надписях II — I века до н. э., найденных в Раджастхане, упоминается храм Санкаршаны и Васудевы. Одна из них, сделанная на каменной плите, обнаруженной в местечке Гхасунди в 6 км к северо-востоку от Нагари в округе Удайпур, также как и колонна Гелиодора датируется II веком до н. э. В ней говорится, что бхагавата по имени Гаджаяна, сын Парашари, приказал возвести в Нараяна-врате (парке Нараяны) каменный храм для поклонения «Господу Санкаршане и Господу Васудеве». В данном случае, поклонение Васудеве и Санкаршане ассоциируется с культом Нараяны.
В надписи на другой колонне из Беснагара, датируемой 100 годом до н. э., говорится, что «бхагавата Гаутама-путра» возвёл колонну Гаруды у храма «в двенадцатый год правления царя Бхагаваты». Этот царь, возможно, является той же самой личностью, которая упоминается в геологических списках как предпоследний из правителей династии Шунга. В центральной Индии, в пещере Нанагхат, была найдена надпись I века до н. э., сделанная царицей Наганикой. В надписи не только упоминаются Санкаршана и Васудева, но также говорится о их принадлежности к Лунной династии. В местечке Мора, в одиннадцати километрах от Матхуры, в колодце была найдена надпись, в которой говорится о установке божеств «пяти героев Вришни» в каменном храме. В другой надписи, также обнаруженной в Матхуре, говорится о возведении ограды и ворот к храму «Господа Васудевы». Обе надписи датируются периодом с 10 по 25 год н. э.
На заре индологической науки учёные считали Кришну мифическим персонажем. Однако позднее некоторые востоковеды пришли к заключению о том, что Кришна был реальной исторической личностью, впоследствии обожествлённой. Согласно Клостермайеру, с большой долей уверенности можно утверждать, что основой для мифического Кришны-Васудевы послужил «исторический Кришна, герой клана вришни из племени ядавов, живший в Матхуре и округе».

## Поклонение Кришне внутри индуизма

### Ранние традиции
Культ Кришны-Васудевы, называемый бхагаватизмом, исторически был одной из наиболее древних форм поклонения Кришне. По мнению учёных, на более позднем этапе своего развития бхагаватизм слился с другими традициями поклонения Кришне, такими как культ Гопалы и Бала-Кришны, которые, в свою очередь, выступили основой для современного монотеистического кришнаизма. Учёные полагают, что основателем религиозной традиции бхагаватизма был сам Кришна, также известный как Васудева («сын Васудевы»). Он принадлежал к племени Ядавов и его последователи называли себя бхагаватами. Самые ранние археологические и литературные свидетельства существования этой традиции относятся к периоду V—II веков до н. э. Васудева и поклонение ему упоминаются в трудах санскритского грамматика Панини (около V века до н. э.), греческого посла при дворе Чандрагупты Маурьи Мегасфена (320 год до н. э.), а также в «Артха-шастре» Чанакьи. По мнению ряда исследователей, бхагаватизм был монотеистической религией, где Кришне-Васудеве поклонялись как «совершенному, вечному и блаженному Богу богов». В «Харивамше» описывается сложная природа взаимоотношений между различными ипостасями Кришны: Кришной-Васудевой, Санкаршаной, Прадьюмной и Анируддхой. Позже, на этой основе возникла вайшнавская богословская концепция чатур-вьюхи — Кришны и его четырёх основных экспансий.

### Вайшнавизм
В современном индуизме поклонение Кришне является частью монотеистической традиции вайшнавизма, последователи которой почитают Вишну как Верховного Бога, поклоняясь ему непосредственно или в форме его аватар. В вайшнавизме Кришна рассматривается как наиболее полная аватара или форма Вишну, неотличная от самого Вишну. Однако природа взаимоотношений между Кришной и Вишну в различных течениях вайшнавизма является сложной и разнообразной. Так, в некоторых вайшнавских традициях, Кришна почитается независимо от Вишну как Верховный Бог и изначальная форма Бога в индуизме. Для обозначения тех течений внутри вайшнавизма, в которых основным объектом поклонения является Кришна, используется термин «кришнаизм», тогда как термин «вайшнавизм» применяется преимущественно по отношению к течениям, сосредоточенным на поклонении Вишну как Верховному Богу и Кришне как его основной аватаре. Кришна почитается как сваям-бхагаван («изначальная форма Бога, Сам Бог») в таких вайшнавских сампрадаях, как Нимбарка-сампрадая (наиболее ранняя в эпоху бхакти), гаудия-вайшнавизм, варкари, пуштимарга и вайшнавская сахаджия. По мнению отдельных авторов, Сахаджананда Свами, основатель Сваминараян-сампрадаи, также поклонялся Кришне как сваям-бхагавану.
В шри-вайшнавизме (одном из основных направлений вайшнавизма) Кришна рассматривается как аватара Вишну, низошедшая из Вайкунтхи с целью освободить землю от грешника Камсы и показать свою природу блаженства и радости.

### Движение Кришна-бхакти

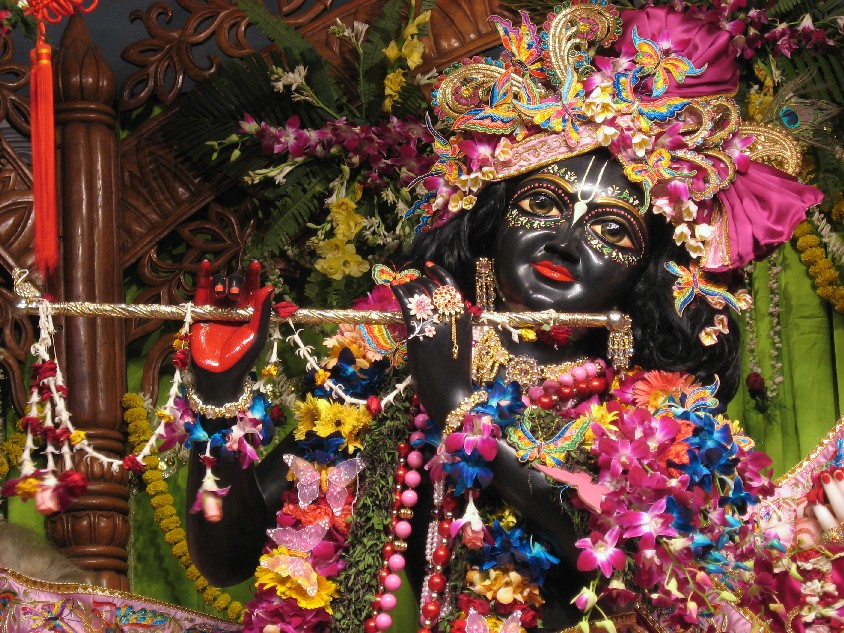
Статуя Кришны в храме Международного общества сознания Кришны в Маяпуре, Индия

Кришна является одной из основных форм Бога в поклонении традиций бхакти индуизма, в особенности в вайшнавизме.
Движения бхакти, основанные на поклонении Кришне, широко распространились в Южной Индии с VI по IX век Авторами самых ранних письменных трудов, посвящённых Кришна-бхакти, были святые альвары из южно-индийской провинции Тамил-Наду. Основная коллекция их работ называется «Дивья-прабандха». В популярном сборнике песен «Тируппавай» авторства единственной женщины-альвара Андал, она выдаёт себя за одну из возлюбленных гопи Кришны. Другим важным литературным произведением этой стадии развития Кришна-бхакти в Индии была «Мукундамала», написанная Кулашекхарой.
Движение Кришна-бхакти быстро распространилось из Южной Индии в Северную, где поэма «Гитаговинда», написанная Джаядевой в XII веке, положила основу кришнаитской литературе. «Гитаговинда» подробно разбирает историю любовных игр Кришны с его самой любимой гопи Радхой, которая также упоминается в поздней «Брахмавайварта-пуране». Эта написанная на санскрите поэма позднее стала широко известна по всей Индии. Начиная с этого времени, поклонение Радхе стало неотъемлемой частью поклонения Кришне как Радхе-Кришне.
В то время как более учёная часть населения, обладавшая знаниями санскрита, могла наслаждаться такими произведениями как «Гитаговинда» и «Кришнакарнамрита», автором которой был Билвамангала, основная масса населения воспевала религиозные песни других поэтов, составленных на местных языках Индии. Подобные песни, выражающие экстатическую любовь и преданность Кришне, писались поэтами, происходившими из самых различных слоёв индийского общества того времени. Произведения таких поэтов как Чандидас, Мирабай и Сурдас воплотили в себе Кришна-бхакти Северной Индии.
Эти преданные-поэты, также как и альвары перед ними, имели очень отдалённое отношение к каким-бы то ни было философским школам. Но в XI веке, в Индии появились школы вайшнава-бхакти, которые выработали богословскую основу поклонения Кришне. Основателями наиболее влиятельных из этих школ были Нимбарка в XII или XIII веке, Валлабха в XV веке и Чайтанья Махапрабху в XVI веке. Традиции этих трёх ачарий, получившие соответственно названия Нимбарка-сампрадая, пуштимарга и гаудия-вайшнавизм, считают Кришну Верховным Богом, а не аватарой Вишну. Последователи Чайтаньи и Валлабхи утверждают, что основатели их традиций были аватарами Кришны.
В районах Махараштры и Деккана, с начала XIII и до конца XVIII века, поклонение Кришне распространяли такие святые-поэты, как Джнянешвар, Намдев, Джанабай, Экнатх и Тукарам. В Южной Индии Пурандара Даса и Канакадаса из Карнатаки сочинили песни, посвящённые статуе божества Кришны в Удупи.

### Кришна-бхакти на Западе

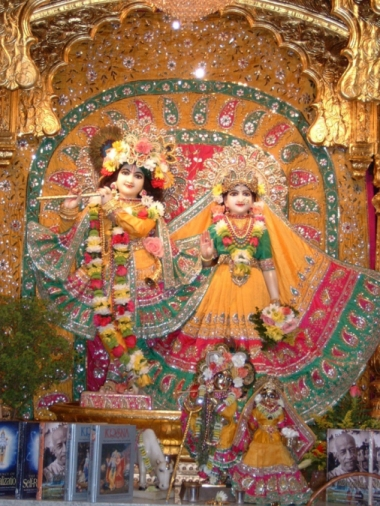
Кришна (слева) с Радхой.
Бхактиведанта-мэнор, Уотфорд, Англия

Начиная с 1966 года, поклонение Кришне вышло за пределы Индии и распространилось по всему миру, включая Европу, США, Канаду, Африку, Россию и Латинскую Америку. Это произошло в основном благодаря Международному обществу сознания Кришны и его основателю Бхактиведанте Свами Прабхупаде, который, следуя наставлениям своего гуру Бхактисиддханты Сарасвати, представил философию гаудия-вайшнавизма на английском языке.

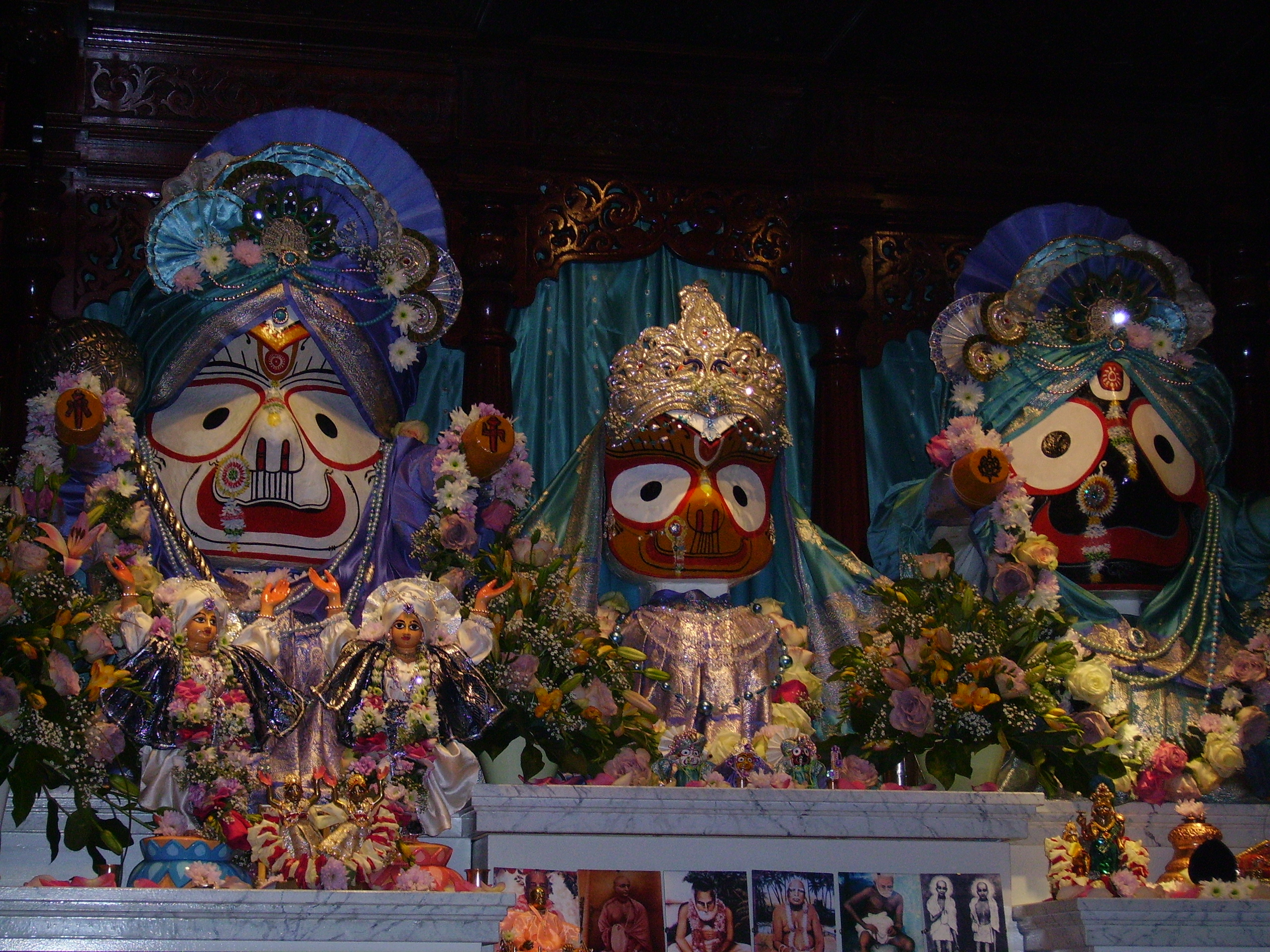
Кришна как Джаганнатха, крайний справа, с Субхадрой в центре и Баларамой слева. Божества в храме Международного общества сознания Кришны в Берлине, Германия.

К 1965 году движение кришна-бхакти распространилось за пределы Индии после того, как Бхактиведанта Свами Прабхупада (по наставлению своего гуру Бхактисиддханты Сарасвати Тхакура) отправился со своей родины в Западной Бенгалии в Нью-Йорк. Год спустя, в 1966 году, получив множество последователей, он смог сформировать Международное общество сознания Кришны (ИСККОН), широко известное как движение Харе Кришна. Целью этого движения было распространять предания о Кришне на английском языке и делиться философией Гаудия-вайшнавов с людьми в западном мире, распространяя учение святого Чайтаньи Махапрабху. В биографиях Чайтаньи Махапрабху мантрой, которую он получил, когда ему была дана дикша или посвящение в Гае, был стих из шести слов Калисантарана-упанишады, а именно: «Харе Кришна Харе Кришна, Кришна Кришна Харе Харе; Харе Рама Харе Рама, Рама Рама Харе Харе». В традиции Гаудия это маха-мантра, или великая мантра, обращённая к Кришне. Её воспевание было известно как харинама-санкиртана.
Маха-мантра привлекла внимание Джорджа Харрисона и Джона Леннона из The Beatles, а в 1969 году Харрисон выпустил запись мантры, сделанную преданными из лондонского храма Радхи-Кришны. Песня под названием «Харе Кришна Мантра» вошла в двадцатку лучших в музыкальных чартах Великобритании, а также имела успех в Западной Германии и Чехословакии. Таким образом, мантра из Упанишад смогла распространить на запад идеи Бхактиведанты и ИСККОН о Кришне. ИСККОН построило много храмов Кришны на Западе, а также в других местах, например, Южной Африке.

## Кришна в других религиях

### Кришна вшактизме
В группе шактийских школ Кришна почитается как сын Деви (Парвати), которую Вишну, перед своим воплощением в Кришну, попросил воплотиться как Деваки, мотивируя это тем, что ни одна женщина, кроме неё, не способна выносить и родить его.

### Кришна в джайнизме
Основными учителями в джайнизме являются 24 Тиртханкары. Когда Кришна был введён в список героических фигур джайнизма, то он представил проблему из-за своих деяний, которые часто шли вразрез с концепцией ненасилия в философии джайнизма. Для разрешения этой проблемы, были использованы Баладева и Васудева. Список 63-х Шалакапурш или замечательных личностей, включает в себя, помимо 24-х Тиртхакар, ещё и девять различных троиц. В одну из этих троиц входит Кришна как Васудева, Баларама как Баладева и Джарасандха как Прати-Васудева. Истории этих троиц можно найти в «Харивамше» Джинасены и в «Тришашти-шалакапуруша-чарите» Хемачандры.
В каждой эпохе космического цикла джайнизма, рождается Васудева и его старший брат Баладева. Роль злодея играет Прати-Васудева. Баладева выступает как хранитель принципа ненасилия в джайнизме. Васудева однако, должен временно отказаться от ненасилия, для того чтобы убить Прати-Васудеву и спасти мир. В наказание за совершённое насилие, Васудева попадает в ад, и затем, в своём следующем воплощении, рождается как Тиртханкара.

### Кришна в буддизме
История Кришны упоминается в Джатаках буддизма. В «Гхатапандита-джатаке» Кришна описывается как принц, легендарный завоеватель и царь Индии.
В буддизме Кришну называют Васудева, Канха и Кешава, а Баларама является его старшим братом, Баладевой. Эти детали соответствуют истории Кришны, описанной в «Бхагавата-пуране». Васудева, вместе со своими девятью братьями-воинами и старшей сестрой Анджаной, завоёвывает всю территорию Джамбудвипы (многие считают, что это Индия) и убивает своего демонического дядю, царя Камсу, и позднее всех других царей Джамбудвипы, с помощью своего орудия Сударшана-чакры. Большая часть истории соответствует описаниям «Бхагавата-пураны».
Согласно «Махабхарате», все братья в конце концов погибают из-за проклятия мудреца Канхадипаяны (Вьясы), в то время как сам Кришна погибает от стрелы охотника. В живых из всей семьи остаётся одна Анджанадеви, которая больше не упоминается.
В Джатаках, где описываются прошлые жизни Будды и его последователей, Кришна выступает как прошлое воплощение одного из самых близких учеников Будды и «главного генерала дхармы» («дхарма-сенапати») Шарипутры, которого в буддистском искусстве и иконографии изображают «правой рукой» Будды.

### Вера бахаи
Последователи веры бахаи верят в то, что Кришна был «Воплощением Бога, или одним из числа пророков, которые проповедовали Слово Божие». В этой религиозной традиции, Кришна находится на одном уровне с Авраамом, Моисеем, Буддой, Заратуштрой, Иисусом и Мухаммедом.

### Ахмадийское движение в исламе
В ахмадийском движении Кришну и Раму почитают как «великих пророков Бога», но в отличие от индуизма, не считают их Богом или аватарами Бога. Также, основатель ахмадийской традиции, Мирза Гулам Ахмад утверждал, что термин «аватара» в индуизме соответствовал термину «пророк» в исламе, и указывал на тождественность аватар пророкам в Коране. Мирза Гулам Ахмад говорил о Кришне следующее:
Пусть будет ясно всем, что Господь Кришна в согласии с тем, что было явлено мне, был истинно великой личностью, подобную которой трудно найти среди риши и аватар индусов. Он был аватарой своего времени, на которую снизошёл Святой Дух Бога. Он был от Бога, победоносный и процветающий. Он очистил арийскую землю от греха и был пророком своей эпохи, чьё учение было впоследствии всячески извращено. Он был полон любви к Богу, был другом добродетели и противником зла.

## Кришна в искусстве

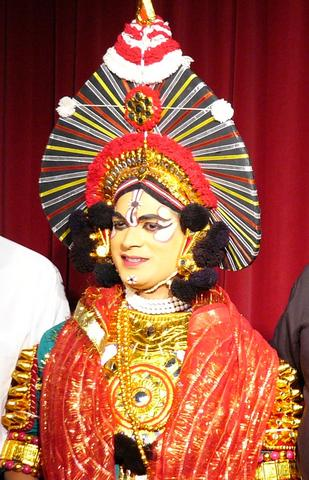
Кришна в фольклорной опере Якшагана, части традиции бхакти в Карнатаке

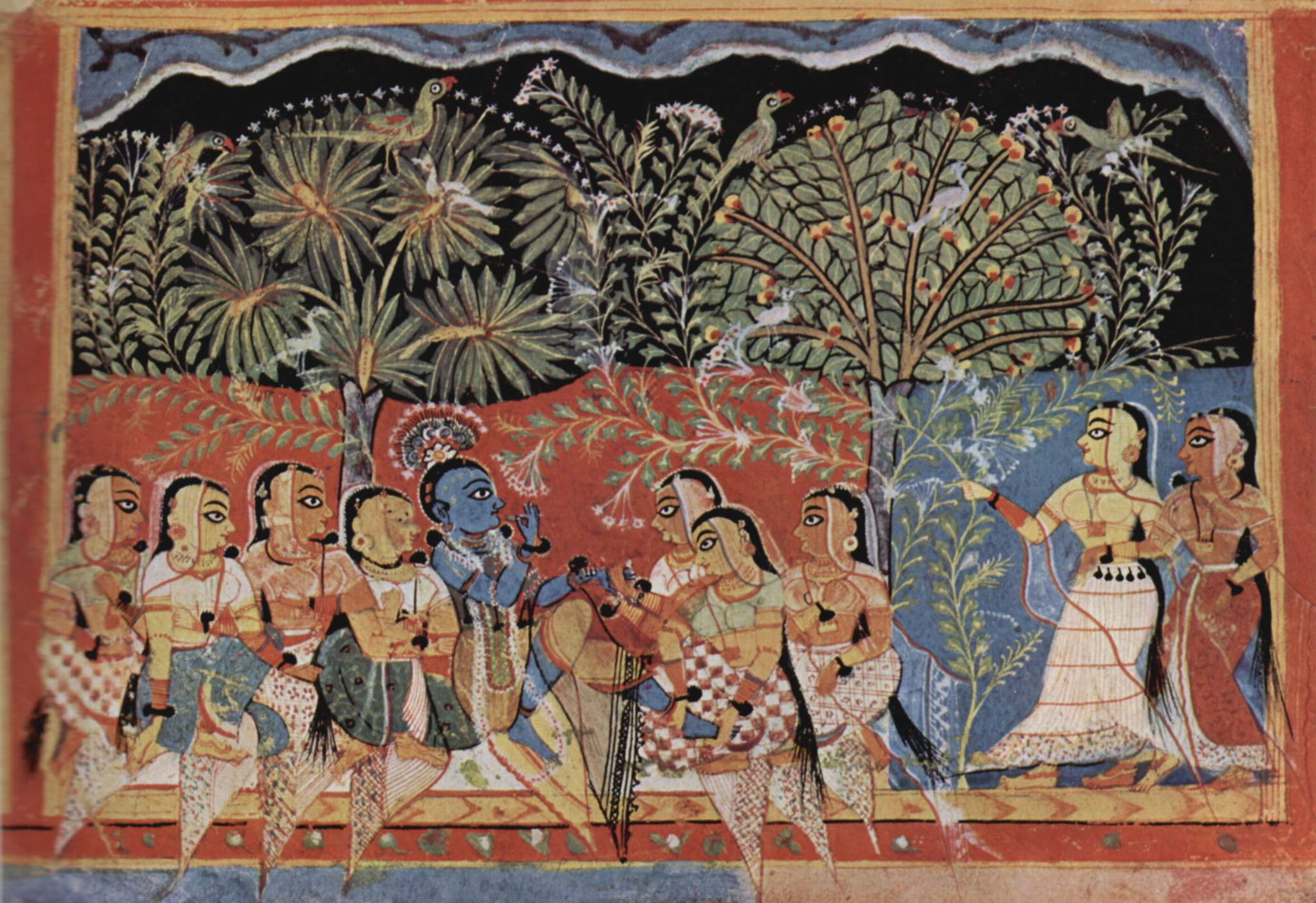
Кришна и гопи в лесу. Сцена из «Гита-Говинды» Джаядевы

Самым ранним упоминанием о театральном представлении, основанном на истории Кришны, является «Махабхашья» Патанджали. Так как все истории о Кришне излагаются как трансцендентные игры, в которых Кришна всегда полностью осознаёт свою божественную природу, эта тема была трудной для классических санскритских драматургов. Пьесы обычно включали сцены, в которых герой приходил в отчаяние или глубоко печалился перед традиционной счастливой концовкой. Хотя Вишну и другие основные воплощения, такие как Рама, легко могли быть протагонистами пьес, в случае с Кришной всё было гораздо сложнее. «Балачарита» и «Дутавакья» авторства Бхасы являются единственными пьесами этого рода, которые были написаны известным классическим драматургом. «Балачарита» описывает детские игры Кришны, а «Дутавакья» — это одноактовая драма, основанная на одном из эпизодов из «Махабхараты», в котором Кришна пытается установить мир между воюющими сторонами.
Проблема, с которой столкнулась классическая драма, не затронула другие виды искусства, такие как музыка и танец. Начиная с X века н. э., с ростом движений бхакти, Кришна стал выступать как любимый герой. Например, поэма «Гитаговинда» стала очень популярной по всей Индии, и породила много подражаний. Песни, сочинённые поэтами бхакти, пополнили кладезь фольклорного и классического пения.

Классические танцы Индии, в особенности Одисси и Манипури, в основном базируются на этих песнях. Танцы раса-лила, совершаемые во Вриндаване, разделяют многие элементы с Катхак и Кришнаттам, который в настоящее время совершается только в храме Кришны в Гуруваюре в Керале и лежит в основе Катхакали. Красивая классическая форма танца «Саттрия», основанная вайшнавским святым из Ассама Шанкардевой, превозносит добродетели Кришны. К подобной категории танцев принадлежит и «Дашаватар-нриттья». Шриманта Шанкарадева описал детство Кришны в нескольких драмах, таких как «Чор Дара» и «Пимпара Гусува». Многие другие произведения Шанкадевы также основаны на личности Кришны. Традиционным элементом ассамской культуры являются «Намгхары», начатые Шанкардевой коллективные молитвы Кришне. «Намгхары» проводятся во всех городах и деревнях Ассама.

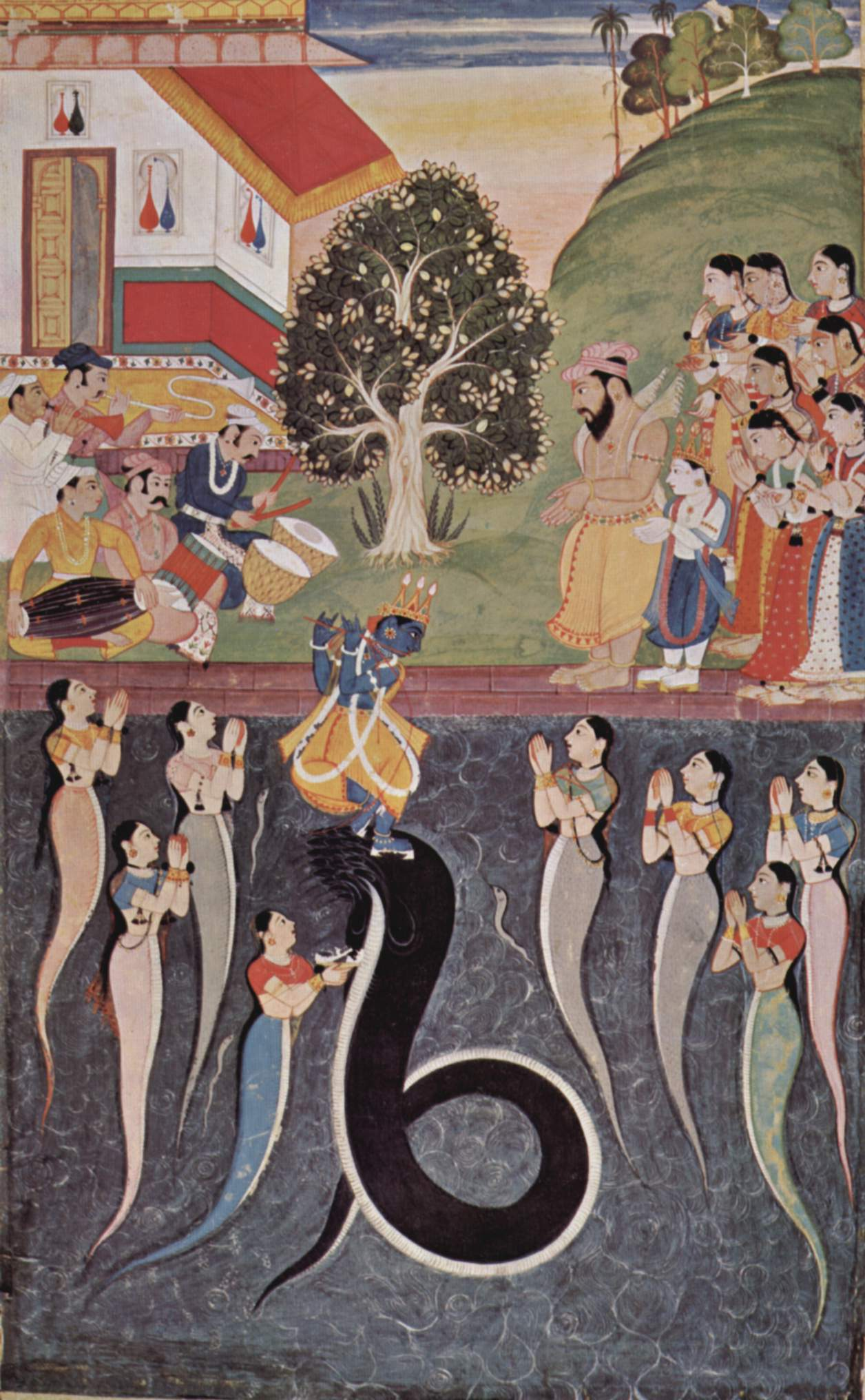
Кришна и змей Калия

В средневековой Махараштре появилась Хари-катха в которой эпизоды из жизни Кришны излагались через музыку и танцы смешанные с рассказами историй о Кришне. Эта традиция также широко распространилась в Тамилнаде и других штатах Южной Индии.
«Кришна-лила-тарангини», написанная в XVII веке Нараяна Тиртхой, явилась основой для музыкальных пьес «Бхагавата-мела» и рассказывает историю Кришны до его свадьбы с Рукмини. Тьягараджа в XVII веке написал похожую по содержанию пьесу под названием «Наука-чаритам». Истории о Кришне из Пуран разыгрываются в стиле фольклорной оперы Якшагана, характерном для прибрежных регионов Карнатаки. На основе этого материала также было снято множество фильмов.
Изваяния Кришны из металла представляют его в виде прекрасного лицом и телом пастуха, играющего на свирели. В этом случае он изображён, как божественный идеал любви к Радхе. А прекрасная игра на свирели является символом «гармонии всех живых существ, их любовного единения друг с другом.»
Другое скульптурное изображение — Калийя-даман — представляет Кришну в виде танцора, пляшущего на побеждённом змее Калие, который занимался похищением коров. Изваянный Кришна танцует на левой ноге на туловище Калия, сохраняя равновесие держа левой рукой кончик хвоста чудовища. Правая рука Кришны сложена в положении абхайя-мудра. Танец олицетворяет собой господство над силами зла.